# Méridiéla
Méridiéla est une localité et une commune rurale du Mali, chef-lieu d'arrondissement dans le cercle de Dogo et la région de Bougouni.

## Villages
La commune s'étend sur 22 localités relevées lors du recensement général de 2009. 
Les villages les plus peuplés sont :
- Nagala (1 605 habitants)
- Méridiéla (1 459 habitants)
- Kalako (1 213 habitants)